# Біла цикадка
Біла цикадка (лат. Metcalfa pruinosa) — вид цикадових комах роду Metcalfa з сімейства Flatidae (Fulgoroidea). Небезпечний інвазивний шкідник економічно важливих культур.

## Опис

Німфа

Дорослі особини Metcalfa pruinosa можуть досягати довжини 5-8 мм і ширини 2-3 мм. Від початку вони білуваті. Колір дорослих особин може змінюватись від коричневого до сірого, у зв'язку з наявністю блакитно-білого епікутикулярного воску, що покриває особливо німф. Великі та випнуті; випнений; висунутий; виткнутий; виступлений; витичний; виступний складні очі жовті. Ротові органи пристосовані для проколювання та ссання рослинного соку. Трапецієподібні передні крила розташовані вертикально, охоплюючи тіло, коли комаха перебуває у стані спокою. Передні крила мають жилкування костального осередку і кілька характерних білуватих плям. Задні гомілки зазвичай мають два бічні шипи на додаток до інших шипів на вершині.
Німфи можуть досягати довжини 3,2 мм. Забарвлення варіюється від білого до світло-зеленого, з відносно великими ворсинками білого кольору на черевці.

## Біологія та значення
Вид унівольтинний, дає одне покоління на рік. Дорослі особини спаровуються восени вночі. Самки відкладають близько 100 яєць, зазвичай у корковий шар кори рослин-господарів. Яйця перезимовують, вилуплюючись наступної весни. Дорослих особин можна побачити в основному влітку та восени, коли вони зграйно харчуються соком. Живлячись цим соком, вони викидають надлишок цукру у вигляді медв'яної роси. Це приваблює бджіл, які її збирають і потім перетворюють на мед.
Харчуючись, вид завдає серйозної шкоди польовим культурам та декоративним рослинам. Це поліфаг, що харчується різними видами рослин, відзначений більш ніж на 300 видах. Серед рослин-господарів — клен, кизил, глід, верба, в'яз, бірючина звичайна, робінія звичайна і бузина. Він живе на культурних рослинах, таких як виноград, цитрусові, абрикоси, персики, ожина та малина.

## Вороги та заходи боротьби
Природним хижаком білої цикадки в нативному ареалі (у Північній Америці) є дрібна оса Neodryinus typhlocybae із сімейства дріїніди, яка ектопаразитує на личинках шкідника, попередньо паралізувавши їх. Осу 1987 року завезли зі США до Італії і вона зустрічається в деяких країнах Європи. Її інтродукували до Хорватії, Франції, Греції, Нідерландів, Словенії, Іспанії та Швейцарії. Для захисту рослин від шкідника використовують обрізку пагонів з відкладеними в них яйцями, а також обробку рослин інсектицидами (синтетичними піретроїдами, фосфорорганічними сполуками, авермектинами, неонікотиноїдами та іншими).

## Розповсюдження
Вид походить з Неарктики (Канада, Мексика та США). Завезений до Європи: до Італії (з 1979 року), Франції (1985), Іспанії (1988), Словенії (1990), Великобританії, Швейцарії (1993), Хорватії (1993), Австрії (1996), Чехії (2001), Греції (2001), Чорногорію (2003), Угорщину (2004), Болгарію (2004), Сербію (2003), Боснію та Герцеговину (2006), Нідерланди, на південь Німеччини та в Румунію (2009), Росію(2009) Україну (2011), Польщу (2022). Також був виявлений у Туреччині (2003), Республіці Корея (2009) та Азербайджані (2018).

## Галерея

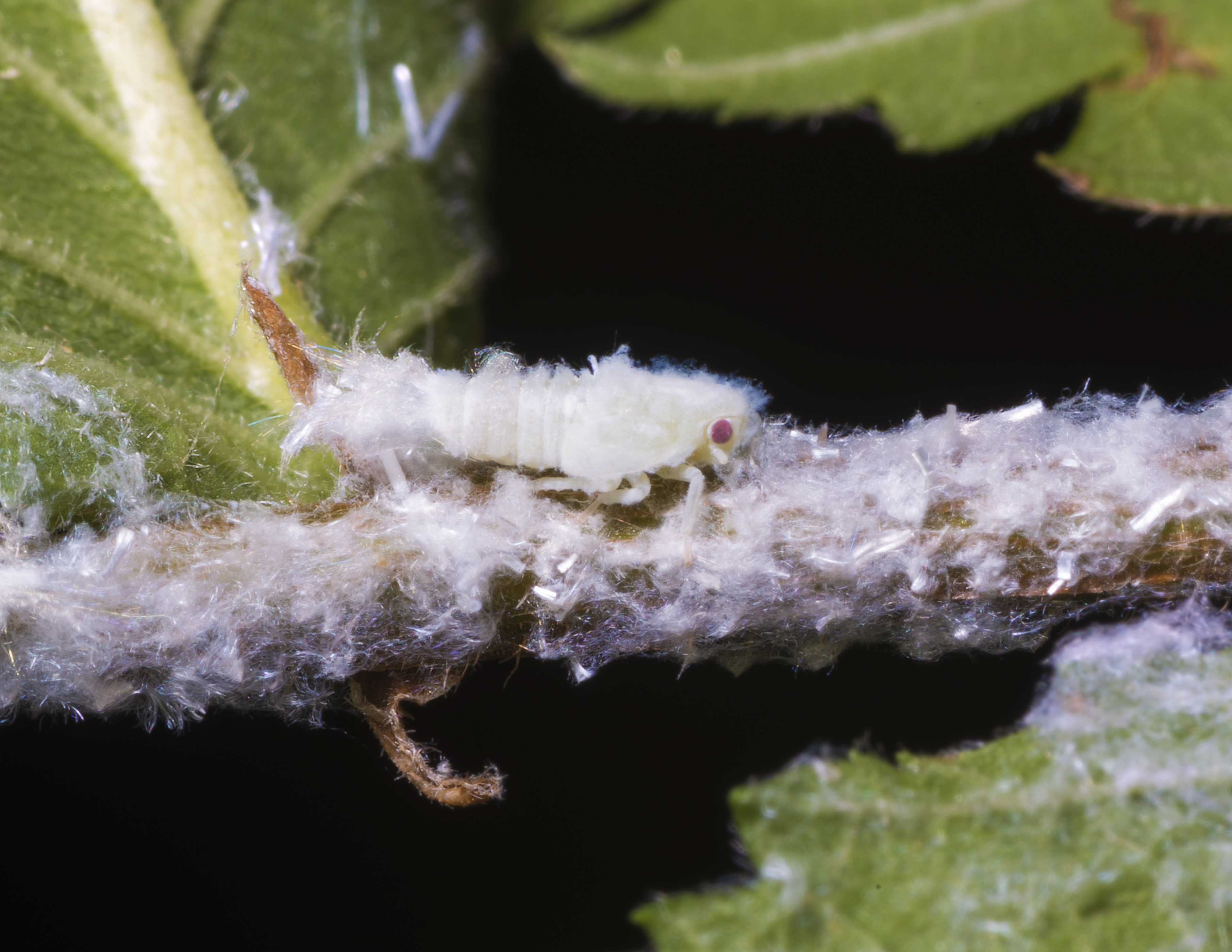
Личинка
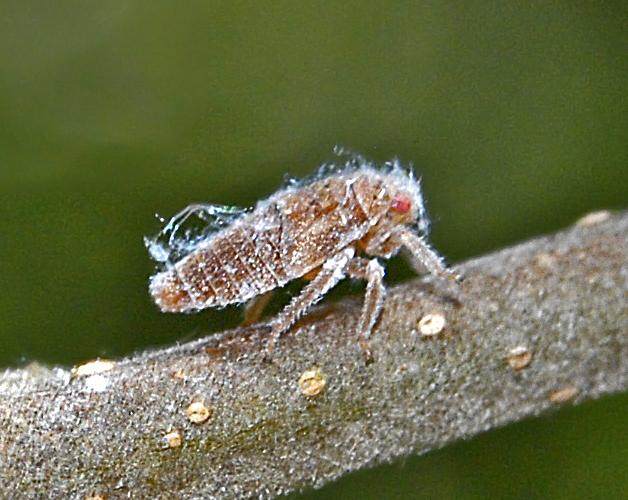
Німфа
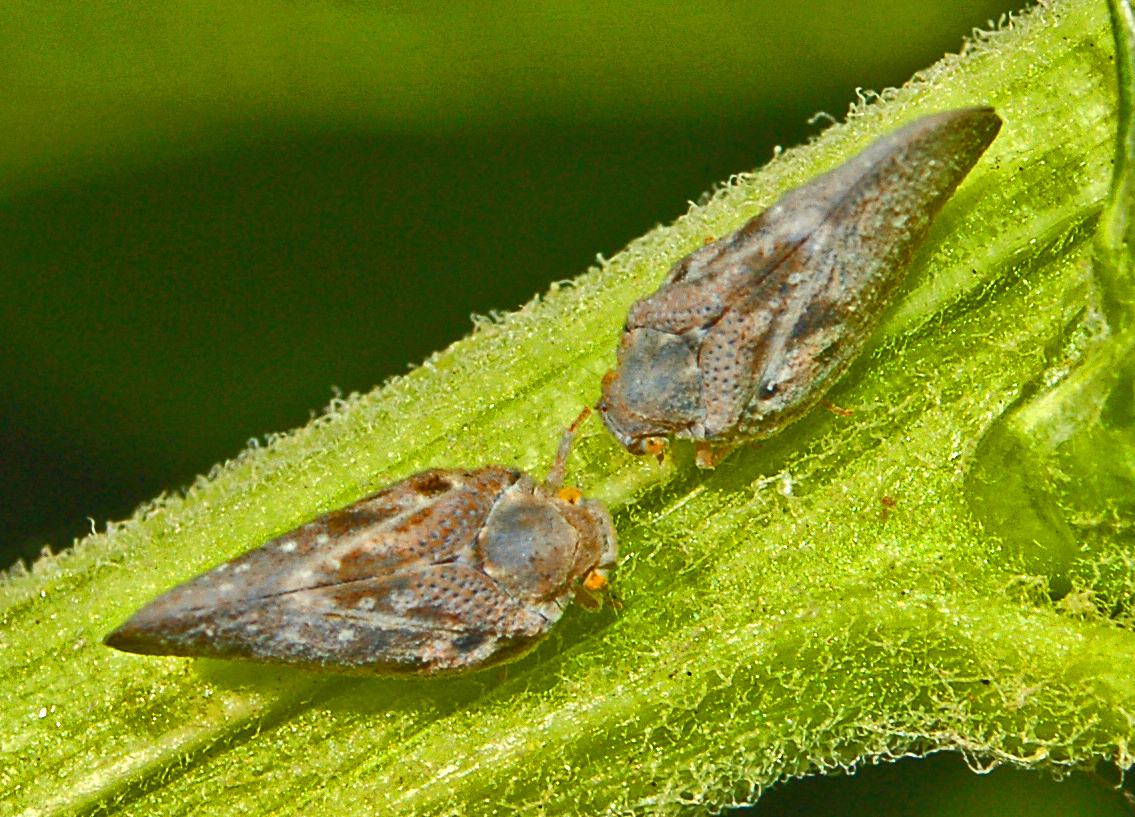
Імаго
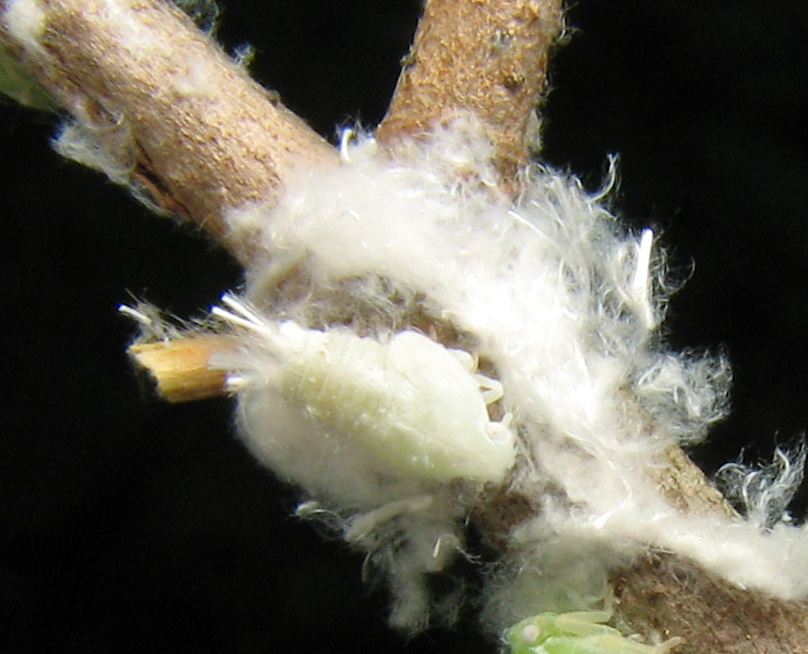
Німфа